# Parco del Seminario
Il parco del Seminario, situato a Salerno tra i rioni  Seripando  e  la Mennola, si estende sul versante sud-est del colle La Mennola per circa 30.000 m2.

## Il parco
Il parco, articolato in terrazzamenti, permette una straordinaria vista di tutto il golfo salernitano. Nonostante la sua configurazione in declivio, il parco è accessibile a tutti grazie ad un sistema di rampe ed ascensori. L'ingresso lato via Laspro è caratterizzato da una meridiana di 2,60 x 1.20 m. Questa è stata realizzata con cotto ogliarese ed è opera di  Enrica Rebeck e  Marco Bacchilega.

## Flora
La flora del parco è ben diversa dalla vegetazione che si trova nel centro della città. Le varie alberature (Eucalyptus, Pinus pinaster, Phoenix canariensis, Arbutus unedo, Ceratonia siliqua, Rosmarino) infatti ricordano più un vero e proprio bosco che un semplice parco urbano.
Inoltre sono presenti diversi percorsi natura ideali per allenamenti agonistici e amatoriali ed un impianto di filodiffusione e di illuminazione artistica volti a valorizzare gli angoli più suggestivi del parco.

## Le attrezzature
Il parco ospita numerose attività ludiche e ricreative. Sono presenti due campi polivalenti adatti alla pratica del calcio, della pallavolo e del tennis, due parchi giochi per i più piccoli, uno spazio aperto da adibire a teatro con circa 800 posti, un chiosco ed una pizzeria con forno a legna.

## Galleria d'immagini

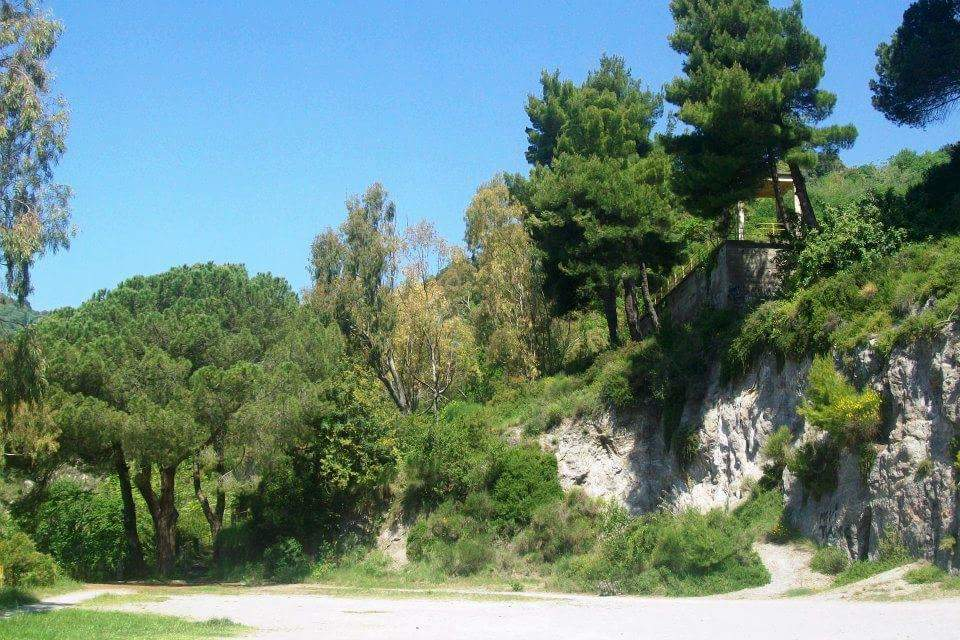
Scorcio del boschetto superiore del parco.
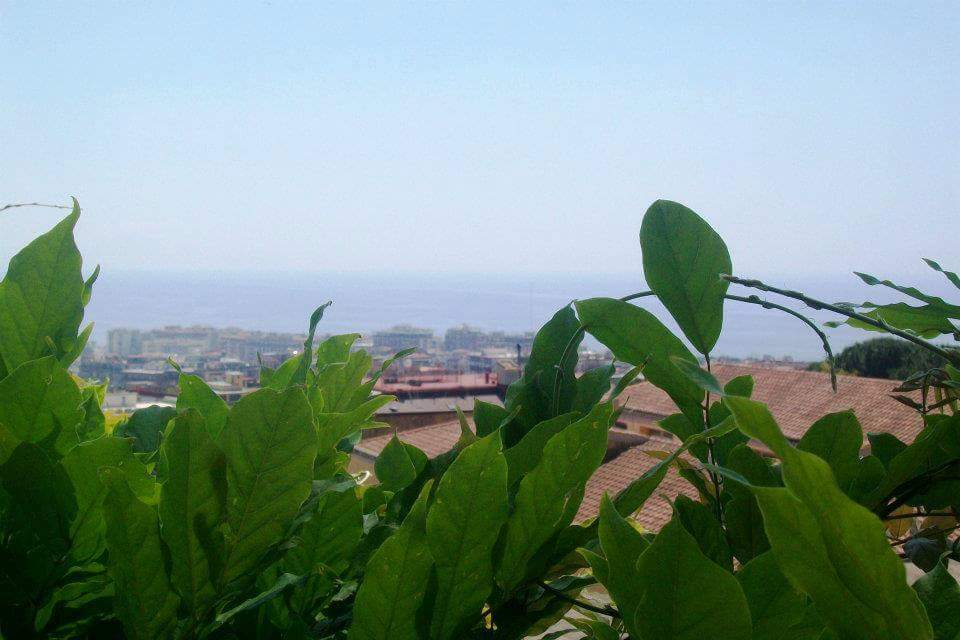
Vista sull'ex seminario regionale Pio XI, padiglioni oggi del liceo artistico e del teatro delle Arti.
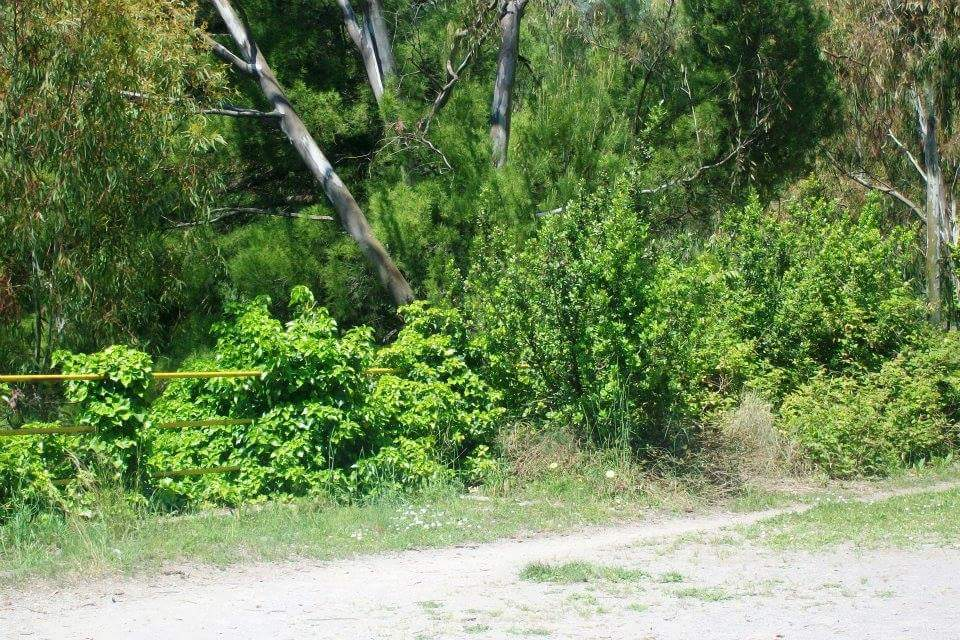
Altro scorcio del parco.
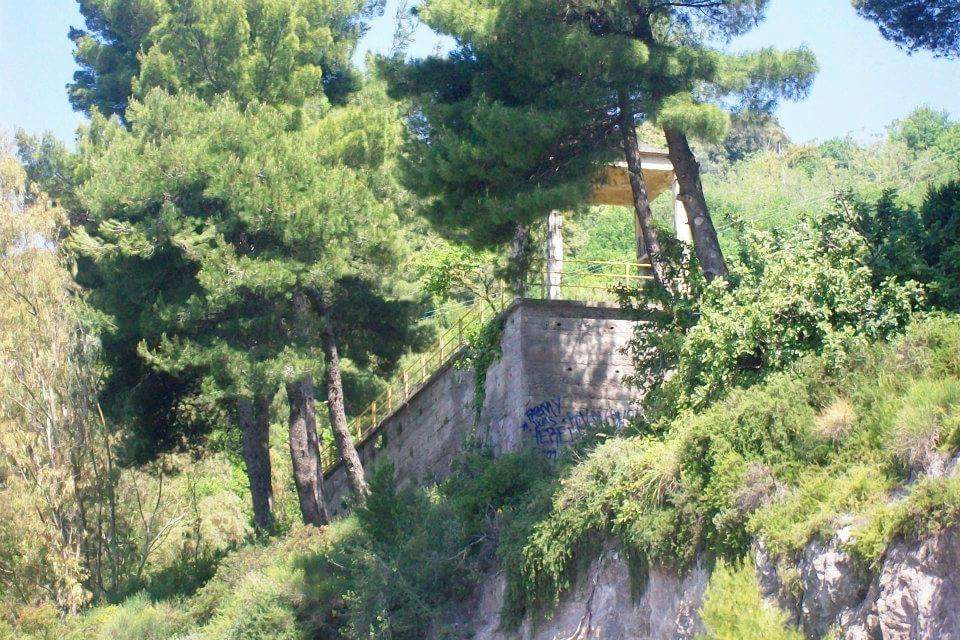
Vista nei pressi della piccola grotta nella quale vi è posizionata una statua della Vergine.